# Somma termica
Nell'ambito delle tecnologie agrarie per somma termica, indicata con GDD (Growing Degree Days),  si intende la sommatoria delle differenze fra la temperatura media giornaliera (Tm) e lo zero di vegetazione (Tz) della specie considerata, per l'intero ciclo colturale o per una o più fasi di sviluppo in detto ciclo.
In termini formali si scrive:
{\displaystyle {\mathsf {GDD}}=\sum _{\mathsf {giorni}}{\left(T_{m}-T_{z}\right)}}.
In termini pratici se la somma termica è maggiore di zero significa che la temperatura è stata mediamente maggiore di quella richiesta per la crescita ottimale della specie, mentre se la somma termica è minore di zero allora la temperatura è stata troppo bassa. Il suo valore può essere messo in relazione ad altri parametri, quali l'irrigazione necessaria.
Evidentemente se la somma termica si discosta troppo da zero si verificano rischi per la coltura; non è invece vero il contrario, cioè una somma termica vicina o pari a zero non esclude sbalzi di temperatura, in positivo e negativo, tali da danneggiare la coltura.